# Angkor
Angkor je jedna z nejvýznamnějších kulturních památek a jedno z nejvýznamnějších archeologických nalezišť v jihovýchodní Asii. V období 9. – 15. století zde leželo hlavní sídlo Khmerské říše a z té doby se zachovalo velké množství památek. Angkor leží v provincii Siem Reap a od roku 1992 je zapsán na seznam světového dědictví UNESCO. Samotný název Angkor je odvozen ze sanskrtského výrazu nagara, znamenající město. Chrámové komplexy chráněné UNESCEM jsou rozmístěny ve 3 lokalitách – ústřední komplex Angkor Vatu a Angkor Thomu a menší areály Roluos a Banteay Srei.

## Památky
Na celé ploše se vyskytuje více než 1000 památek, od jednoduše navršených kup kamenů a cihel až po majestátní chrámy, jimž vévodí Angkor Vat, který nechal vybudovat Súrjavarman II. jako svůj chrám a hrobku. Mnoho chrámů bylo restaurováno a spolu tak dnes představují nejkomplexnější a největší ukázku khmerské architektury.
V roce 2007 bylo pomocí satelitních snímků a dalších technik zjištěno, že v pre-industriální době se jednalo o největší město na světě. Pro srovnání – známé mayské město Tikal v Guatemale bylo asi 20× menší. Samotné jádro města se rozkládalo od východu k západu na cca 24 km, od severu k jihu na 8 km. Na to navázalo další osídlení kolem toho jádra, s celkovou rozlohou cca 3000 km².

## Historie
První silná vlna indického vlivu zastihla Indočínu v prvních stoletích existence křesťanství. Byla to zásluha bráhmanů, indické kněžské kasty, a v pozdější době buddhistických misionářů. A právě v této skutečnosti můžeme hledat vysvětlení, proč jsou chrámy v Angkoru dokladem fascinujícího spojení domorodých a cizích, importovaných prvků. Místní khmérské uctívání předků a posvátné hory se mísilo s hinduistickým ideálem univerzálního vládce a s mýty o kosmické, světové hoře jako ose, kolem níž se svět otáčí.
Několik století rozkvětu khmérské říše ukončil rok 1431, byť úpadek byl postupný. Angkor převzali do svých rukou monarchové sousedního království Thajů - jež zhruba odpovídá dnešnímu Thajsku - a město bylo nadobro zapomenuto. Až teprve v 19. stol. francouzský přírodovědec Henri Mouhot ve své knize Cesta kolem světa popsal doklady Angkoru a tím obrátil pozornost západu ke khmérské civilizaci. Byli to právě Francouzi, kteří jeden z angkorských areálů, Ta Prohm, úmyslně zanechali v původním tj. „zarostlém“ a neopraveném stavu jako ukázku toho, jak objekty vypadaly po dlouhá staletí zapomnění.
Nebyli to však jen králové, kdo stavěl monumenty. Jedno z mistrovských děl khmérského umění - Banteai Srei - zbudovali v roce 967 dva bráhmani, Jadžňavaraha a jeho bratr Višnumára, 20 kilometrů severozápadně od Angkoru. Méně známý chrámový areál Beng Mealea leží asi 60 km východně od Angkoru, pouhých 7 km od angkorských pískovcových lomů v pohoří Kulen. 